# 第13回全日本女子ユース (U-18)サッカー選手権大会
JOCジュニアオリンピック 第13回全日本女子ユース (U-18)サッカー選手権大会は、2010年1月3日から1月8日にかけて大分県で開催された、第13回目の全日本女子ユース (U-18)サッカー選手権大会である。浦和レッズジュニアユースレディースが優勝した。

## 概要

### レギュレーション
- 1次ラウンド
  - 全16チームを4チームずつ4つのグループに分けて行い、各グループで首位のチームが決勝ラウンドに進む事ができる。順位は試合によって得られる勝ち点の合計数 (後述) によって決まる。
  - 試合時間は80分 (前･後半40分ずつ) とする。ハーフタイムのインターヴァルは原則10分とする。
  - 試合に勝利した場合、勝者チームには勝ち点3が与えられる。90分間で勝敗が決しない場合は引き分けとし、両方のチームに勝ち点1が与えられる。
  - 勝ち点数で同数のチームが複数ある場合は、以下の項目の順序に従って順位を決定する:
    - 1. 得失点差
    - 2. 総得点数
    - 3. 当該チーム同士の対戦結果 (勝者>敗者)
    - 4. 1-3の項目が全て同一 (3の場合は対戦結果が引き分けの場合) は、当該チームの代表者が立ち会った上で抽選を行い、決勝ラウンド進出チームを決定する。

- 決勝ラウンド
  - 1次ラウンド首位チーム4チームにより、トーナメント形式で行う。準決勝に勝利したチームが決勝戦に進出できる。3位決定戦は行わず、準決勝敗者は双方とも3位とする。
  - 試合時間は90分 (前･後半45分) とする。ハーフタイムのインターヴァルは原則15分とする。
  - 90分間で勝敗が決しない場合、20分 (前･後半10分) の延長戦を行う。それでも決しない場合はPK戦により勝者を決定する。PK戦に入る前のインターヴァルは1分とする[1]。

### 会場
2008年度の国民体育大会開催地である大分県内にて開催され、以下の3会場が使用された:
| 大分市                                                        | 別府市               |
| ------------------------------------------------------------- | -------------------- |
| 大分スポーツ公園サッカーラグビー場 (A･Bコート、画像はAコート) | 実相寺サッカー競技場 |
|                                                               |                      |
| 本大会グループリーグ 決勝トーナメント                         | 本大会グループリーグ |

## 出場チーム
北海道: 1チーム
- 北海道文教大学明清高等学校

東北: 2チーム
- 聖和学園高等学校 (第1代表)
- 富岡高等学校 (第2代表)

関東: 2チーム
- 浦和レッズジュニアユースレディース (第1代表)
- 日テレ・メニーナ (第2代表)

北信越: 1チーム
- 福井工業大学附属福井高等学校

東海: 2チーム
- 藤枝順心高等学校 (第1代表)
- 常葉学園橘高等学校 (第2代表)

関西: 1チーム
- 日ノ本学園高等学校

中国: 1チーム
- 広島文教女子大学附属高等学校

四国: 1チーム
- 高知JFC．ROSA

九州: 2チーム
- 鳳凰高等学校 (第1代表)
- HOYOスカラブFC (第2代表)

第18回全日本高校女子選手権ファイナリスト: 2チーム
- 常盤木学園高等学校 (優勝校)
- 神村学園高等部 (準優勝校)

開催地代表: 1チーム
- 大分トリニータレディース

## 1次ラウンド
- 試合開始時間は日本標準時に基づく。

### グループA
| チーム名                 | 勝点 | 試 | 勝 | 分 | 負 | 得点 | 失点 | 差  |
| ------------------------ | ---- | -- | -- | -- | -- | ---- | ---- | --- |
| 常盤木学園高             | 9    | 3  | 3  | 0  | 0  | 15   | 2    | +13 |
| 常葉学園橘高             | 6    | 3  | 2  | 0  | 1  | 9    | 2    | +7  |
| 大分トリニータレディース | 3    | 3  | 1  | 0  | 2  | 6    | 8    | -2  |
| 高知JFC．ROSA            | 0    | 3  | 0  | 0  | 3  | 1    | 19   | -18 |

| #1 | 2010年1月3日 9:30 |

| 常盤木学園高等学校                                                                           | 8 – 0          | 高知JFC．ROSA |
| 一原梓 3分, 51分 · 齊藤あかね 19分, 51分 · 中村楓 40分 · 最上愛里 55分, 59分 · 加藤芳恵 78分 | 公式記録 (PDF) |               |

| 大分スポーツ公園 サッカーラグビー場 Bコート 観客数: 60人 主審: 山城瑤子 |

| #2 | 2010年1月3日 9:30 |

| 大分トリニータレディース | 0 – 2          | 常葉学園橘高等学校              |
|                          | 公式記録 (PDF) | 石田みなみ 14分 · 岩崎円香 70分 |

| 大分スポーツ公園 サッカーラグビー場 Aコート 観客数: 100人 主審: 深野悦子 |

| #9 | 2010年1月4日 9:30 |

| 常盤木学園高等学校 | 2 – 0          | 常葉学園橘高等学校 |
| 京川舞 50分, 55分  | 公式記録 (PDF) |                    |

| 実相寺サッカー競技場 観客数: 100人 主審: 木下温子 |

| #10 | 2010年1月4日 9:30 |

| 高知JFC．ROSA | 1 – 4          | 大分トリニータレディース                    |
| 濱田夏海 15分 | 公式記録 (PDF) | 工藤早和子 17分, 33分, 42分 · 清塚真理 41分 |

| 大分スポーツ公園 サッカーラグビー場 Aコート 観客数: 50人 主審: 芥川奈緒美 |

| #17 | 2010年1月5日 9:30 |

| 常盤木学園高等学校                                                  | 5 – 2          | 大分トリニータレディース          |
| 一原梓 10分 · 仲田歩夢 14分 · 齊藤あかね 68分, 72分 · 鈴木里奈 78分 | 公式記録 (PDF) | 小野絵里香 34分 · 工藤早和子 52分 |

| 実相寺サッカー競技場 観客数: 70人 主審: 大畠千枝 |

| #18 | 2010年1月5日 9:30 |

| 高知JFC．ROSA | 0 – 7          | 常葉学園橘高等学校                                                                       |
|               | 公式記録 (PDF) | 大石藍 3分 · 山口実紗 17分 · 遠藤可奈子 19分 · 長田紗季 33分, 72分 · 岩崎円香 37分, 75分 |

| 大分スポーツ公園 サッカーラグビー場 Bコート 観客数: 70人 主審: 松原マヤ |

### グループB
| チーム名             | 勝点 | 試 | 勝 | 分 | 負 | 得点 | 失点 | 差  |
| -------------------- | ---- | -- | -- | -- | -- | ---- | ---- | --- |
| 日テレ・メニーナ     | 9    | 3  | 3  | 0  | 0  | 16   | 1    | +15 |
| 神村学園高等部       | 6    | 3  | 2  | 0  | 1  | 7    | 2    | +5  |
| 福井工大福井高       | 3    | 3  | 1  | 0  | 2  | 2    | 13   | -11 |
| 広島文教女子大附属高 | 0    | 3  | 0  | 0  | 3  | 1    | 10   | -9  |

| #3 | 2010年1月3日 9:30 |

| 日テレ・メニーナ                                                                                     | 10 – 0         | 福井工業大学附属福井高等学校 |
| 田中美南 1分, 16分, 34分, 56分 · 中里優 2分, 51分 · 籾木結花 8分, 36分 · 隅田凜 54分 · 高橋彩織 64分 | 公式記録 (PDF) |                              |

| 実相寺サッカー競技場 観客数: 100人 主審: 大畠千枝 |

| #4 | 2010年1月3日 11:45 |

| 広島文教女子大学附属高等学校 | 0 – 4          | 神村学園高等部                                        |
|                              | 公式記録 (PDF) | 柴田華絵 30分, 76分 · 山城見友希 36分 · 仲東那奈 58分 |

| 大分スポーツ公園 サッカーラグビー場 Aコート 観客数: 100人 主審: 木下温子 |

| #11 | 2010年1月4日 9:30 |

| 日テレ・メニーナ             | 2 – 1          | 神村学園高等部 |
| 田中美南 2分 · 高橋彩織 56分 | 公式記録 (PDF) | 吉良知夏 53分  |

| 大分スポーツ公園 サッカーラグビー場 Bコート 観客数: 70人 主審: 松原マヤ |

| #12 | 2010年1月4日 11:45 |

| 福井工業大学附属福井高等学校 | 2 – 1          | 広島文教女子大学附属高等学校 |
| 石川優 9分 · 加藤映里香 16分 | 公式記録 (PDF) | 丹羽瑞穂 31分                |

| 大分スポーツ公園 サッカーラグビー場 Aコート 観客数: 50人 主審: 浦川昌代 |

| #19 | 2010年1月5日 11:45 |

| 日テレ・メニーナ                                  | 4 – 0          | 広島文教女子大学附属高等学校 |
| 隅田凜 17分 · 高橋彩織 49分 · 嶋田千秋 64分, 79分 | 公式記録 (PDF) |                              |

| 実相寺サッカー競技場 観客数: 100人 主審: 新川里佳子 |

| #20 | 2010年1月5日 11:45 |

| 福井工業大学附属福井高等学校 | 0 – 2          | 神村学園高等部                |
|                              | 公式記録 (PDF) | 吉良知夏 27分 · 柴田華絵 35分 |

| 大分スポーツ公園 サッカーラグビー場 Bコート 観客数: 70人 主審: 浦川昌代 |

### グループC
| チーム名           | 勝点 | 試 | 勝 | 分 | 負 | 得点 | 失点 | 差  |
| ------------------ | ---- | -- | -- | -- | -- | ---- | ---- | --- |
| 藤枝順心高         | 9    | 3  | 3  | 0  | 0  | 9    | 0    | +9  |
| 鳳凰高             | 6    | 3  | 2  | 0  | 1  | 10   | 1    | +9  |
| 北海道文教大明清高 | 3    | 3  | 1  | 0  | 2  | 7    | 6    | +1  |
| 富岡高             | 0    | 3  | 0  | 0  | 3  | 1    | 20   | -19 |

| #5 | 2010年1月3日 11:45 |

| 藤枝順心高等学校             | 2 – 0          | 北海道文教大学明清高等学校 |
| 0分 植村祥子 · 28分 左山桃子 | 公式記録 (PDF) |                            |

| 実相寺サッカー競技場 観客数: 60人 主審: 吉田実央 |

| #6 | 2010年1月3日 11:45 |

| 富岡高等学校 | 0 – 7          | 鳳凰高等学校                                                                                |
|              | 公式記録 (PDF) | 26分 春山沙織 · 36分 59分 高橋美夕紀 · 58分 藤井茉名美 · 63分 79分 渡井汐莉 · 66分 山本彩可 |

| 大分スポーツ公園 サッカーラグビー場 Bコート 観客数: 60人 主審: 松原マヤ |

| #14 | 2010年1月4日 11:45 |

| 藤枝順心高等学校 | 1 – 0          | 鳳凰高等学校 |
| 21分 植村祥子    | 公式記録 (PDF) |              |

| 実相寺サッカー競技場 観客数: 100人 主審: 深野悦子 |

| #15 | 2010年1月4日 11:45 |

| 北海道文教大学明清高等学校                                                           | 7 – 1          | 富岡高等学校  |
| 8分 西川明花 · 35分 織田彩 · 49分 55分 平野安望 · 59分 奥村静穂 · 62分 69分 藤村茉由 | 公式記録 (PDF) | 77分 西林里恵 |

| 大分スポーツ公園 サッカーラグビー場 Bコート 観客数: 30人 主審: 大畠千枝 |

| #21 | 2010年1月5日 11:45 |

| 藤枝順心高等学校                                                                          | 6 – 0          | 富岡高等学校 |
| 5分 左山桃子 · 11分 榎谷岬 · 30分 鈴木萌子 · 33分 阪口萌乃 · 39分村山百花 · 79分 寛野未恵 | 公式記録 (PDF) |              |

| 大分スポーツ公園 サッカーラグビー場 Aコート 観客数: 80人 主審: 迫口輝美 |

| #22 | 2010年1月5日 11:45 |

| 北海道文教大学明清高等学校 | 0 – 3          | 鳳凰高等学校                       |
|                            | 公式記録 (PDF) | 7分 藤井茉名美 · 8分 40分 春山沙織 |

| 実相寺サッカー競技場 観客数: 70人 主審: 大野高洋 |

### グループD
| チーム名                 | 勝点 | 試 | 勝 | 分 | 負 | 得点 | 失点 | 差  |
| ------------------------ | ---- | -- | -- | -- | -- | ---- | ---- | --- |
| 浦和レッズJr.Yレディース | 9    | 3  | 3  | 0  | 0  | 9    | 3    | +6  |
| 日ノ本学園高             | 6    | 3  | 2  | 0  | 1  | 18   | 2    | +16 |
| 聖和学園高               | 3    | 3  | 1  | 0  | 2  | 8    | 7    | +1  |
| HOYO スカラブFC          | 0    | 3  | 0  | 0  | 3  | 0    | 23   | -23 |

| #7 | 2010年1月3日 14:00 |

| 浦和レッズジュニアユースレディース | 2 – 1          | 日ノ本学園高等学校 |
| 5分 橋本舞 · 61分 岸川奈津希       | 公式記録 (PDF) | 15分 小栗麻緒      |

| 実相寺サッカー競技場 観客数: 160人 主審: 芥川奈緒美 |

| #8 | 2010年1月3日 14:00 |

| HOYO スカラブFC | 0 – 6          | 聖和学園高等学校                                                                  |
|                 | 公式記録 (PDF) | 9分 友近萌美 · 23分 佐々木繭 · 38分 39分 黒濱佳奈子 · 63分 中村美希 · 79分 金沢樹 |

| 大分スポーツ公園 サッカーラグビー場 Aコート 観客数: 100人 主審: 浦川昌代 |

| #15 | 2010年1月4日 14:00 |

| 浦和レッズジュニアユースレディース             | 3 – 2          | 聖和学園高等学校   |
| 6分 橋本舞 · 27分 大宮玲央奈 · 67分 岸川奈津希 | 公式記録 (PDF) | 61分 74分 中村美希 |

| 大分スポーツ公園 サッカーラグビー場 Bコート 観客数: 130人 主審: 和田敬生 |

| #16 | 2010年1月4日 14:00 |

| 日ノ本学園高等学校 | 13 – 0         | HOYO スカラブFC |
| 2分 36分 大野なつみ · 12分 20分 49分 59分 瀬口七海 · 39分 75分 79分 小栗麻緒 · 59分 長谷川葵 · 65分 藤田のぞみ · 68分 77分 正野可奈子 | 公式記録 (PDF) |                 |

| 実相寺サッカー競技場 観客数: 120人 主審: 迫口輝美 |

| #23 | 2010年1月5日 14:00 |

| 浦和レッズジュニアユースレディース     | 4 – 0          | HOYO スカラブFC |
| 4分 32分 39分 田中花梨 · 37分 小島未愛 | 公式記録 (PDF) |                 |

| 大分スポーツ公園 サッカーラグビー場 Bコート 観客数: 60人 主審: 深野悦子 |

| #24 | 2010年1月5日 14:00 |

| 日ノ本学園高等学校                        | 4 – 0          | 聖和学園高等学校 |
| 11分 正野可奈子 · 36分 38分 40分 瀬口七海 | 公式記録 (PDF) |                  |

| 大分スポーツ公園 サッカーラグビー場 Aコート 観客数: 50人 主審: 津田憲生 |

## 決勝ラウンド

### トーナメント表
|  | 準決勝                   | 準決勝 |  |                          | 決勝 | 決勝 |
|  |                          |        |  |                          |      |      |
|  |                          |        |  |                          |      |      |
|  | 常盤木学園高             | 3      |  |                          |      |      |
|  | 日テレ・メニーナ         | 0      |  | 常盤木学園高             | 0    |      |
|  |                          |        |  | 浦和レッズJr.Yレディース | 1    |      |
|  | 藤枝順心高               | 1      |  |                          |      |      |
|  | 浦和レッズJr.Yレディース | 3      |  |                          |      |      |

### 準決勝
| #25 | 2010年1月7日 11:00 |

| 常盤木学園高等学校                            | 3 – 0          | 日テレ・メニーナ |
| 56分 齊藤あかね · 58分 児玉桂子 · 87分 京川舞 | 公式記録 (PDF) |                  |

| 大分スポーツ公園 サッカーラグビー場 Aコート 観客数: 80人 主審: 新川里佳子 |

| #26 | 2010年1月7日 11:00 |

| 藤枝順心高等学校 | 1 – 3          | 浦和レッズジュニアユースレディース              |
| 48分 阪口萌乃    | 公式記録 (PDF) | 22分 岸川奈津希 · 41分 橋本舞 · 70分 大宮玲央奈 |

| 大分スポーツ公園 サッカーラグビー場 Bコート 観客数: 80人 主審: 大畠千枝 |

### 決勝
| #27 | 2010年1月7日 11:00 |

| 常盤木学園高等学校 | 0 – 1          | 浦和レッズジュニアユースレディース |
|                    | 公式記録 (PDF) | 30分 橋本舞                        |

| 大分スポーツ公園 サッカーラグビー場 Aコート 観客数: 200人 主審: 大畠千枝 |

## 得点ランキング
| 順位 | 選手       | 所属                     | 得点 |
| ---- | ---------- | ------------------------ | ---- |
| 1    | 瀬口七海   | 日ノ本学園高等学校       | 7    |
| 2    | 齊藤あかね | 常盤木学園高等学校       | 5    |
| 2    | 田中美南   | 日テレ・ベレーザ         | 5    |
| 4    | 工藤早和子 | 大分トリニータレディース | 4    |
| 4    | 橋本舞     | 浦和レッズ・レディース   | 4    |
| 4    | 小栗麻緒   | 日ノ本学園高等学校       | 4    |

## 主な出場選手
FW
- 齊藤あかね（常盤木学園高等学校）
- 大宮玲央奈（浦和レッズ・レディース）
- 高橋彩織（日テレ・ベレーザ）
- 左山桃子（藤枝順心高）
- 吉良知夏（神村学園高等部）

MF
- 岸川奈津希（浦和レッズ・レディース）
- 藤田のぞみ（日ノ本学園高等学校）

DF
- 中村楓（常盤木学園高等学校）
- 竹山裕子（浦和レッズ・レディース）

GK
※当時高校3年生の選手